# Ameurs
Les Ameurs (en arabe: عامر) étaient une branche des Riyah originaire d'Algérie.

## Histoire

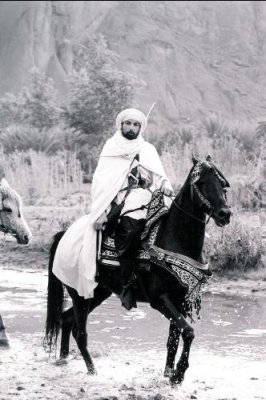
Cheikh El Keblouti leader de la révolte de 1871 contre la présence française

Ces derniers étaient d'origine arabe et étaient originaires des Hauts-Plateaux. Ils appartiennent aux Riyah et ont engendré les Benyacoub ou les Chaffaï. Eux et leurs cheikh s'était également révolté contre les Français et se sont battus avec courage. Ils ont comme cousins les Oulad Slimane (Maroc) et ont un ancêtre commun.